# Egmont (skuespil)
 For alternative betydninger, se Egmont. (Se også artikler, som begynder med Egmont)
Egmont er et skuespil af Johann Wolfgang von Goethe, som udkom i 1788. Skuespillet er en historisk tragedie i fem akter og havde urpremiere den 9. januar 1789 i Mainz. Titelpersonen er den historiske person, grev Lamoral von Egmond, og handlingen, der er løseligt baseret på historiske begivenheder, foregår fra 1566 til 1568 under starten af Firsårskrigen.
Ludwig van Beethoven skrev Egmont-ouverturen til dette skuespil.
| Kunst og kultur | Spire Denne artikel om scenekunst og teater er en spire som bør udbygges. Du er velkommen til at hjælpe Wikipedia ved at udvide den. |